# Obercarsdorf
Obercarsdorf ist ein Ortsteil der sächsischen Großen Kreisstadt Dippoldiswalde im Landkreis Sächsische Schweiz-Osterzgebirge.

## Geografie
Obercarsdorf liegt etwa drei Kilometer nördlich von Schmiedeberg im Osterzgebirge. Der Ort liegt direkt an der Bundesstraße 170 und der Roten Weißeritz, die in ihrem oberen Verlauf bei Dippoldiswalde zur Talsperre Malter aufgestaut wird.

### Nachbarorte
| Reichstädt | Ulberndorf                                  | Elend          |
| Reichstädt | Kompassrose, die auf Nachbargemeinden zeigt | Oberfrauendorf |
| Sadisdorf  | Schmiedeberg                                |                |

## Geschichte
Das Waldhufendorf wurde 1432 erstmals urkundlich als „Karlisdorf“ erwähnt. Um 1445 war Obercarsdorf zur Pflege Freiberg gehörig. Ab 1569 hatte das Amt Dippoldiswalde die Verwaltung inne. 1856 bis 1875 gehörte Obercarsdorf dem Gerichtsamt Dippoldiswalde an, später der Amtshauptmannschaft Dippoldiswalde. 1900 betrug die Fläche der Gemarkung 485 Hektar. Die Bevölkerung von Obercarsdorf teilte sich 1925 in 614 Evangelisch-lutherische Einwohner und neun Katholiken auf. 1952 wurde Obercarsdorf als eigenständige Gemeinde Teil des Kreises Dippoldiswalde, der 1994 in den Weißeritzkreis überging. Im selben Jahr schlossen sich Hennersdorf, Ammelsdorf, Sadisdorf und Obercarsdorf zur neuen Gemeinde Obercarsdorf zusammen. Am 1. Januar 2001 wurde diese nach Schmiedeberg eingemeindet. Obercarsdorf wurde im August 2008 Teil des aus dem Landkreis Sächsische Schweiz und dem Weißeritzkreis gebildeten Landkreises Sächsische Schweiz-Osterzgebirge. Mit der Eingemeindung von Schmiedeberg nach Dippoldiswalde wurde Obercarsdorf ein Ortsteil dieser Stadt. Ortsvorsteherin ist seit 2018 Karelli Krischker (SPD).

### Ortsgeschichte

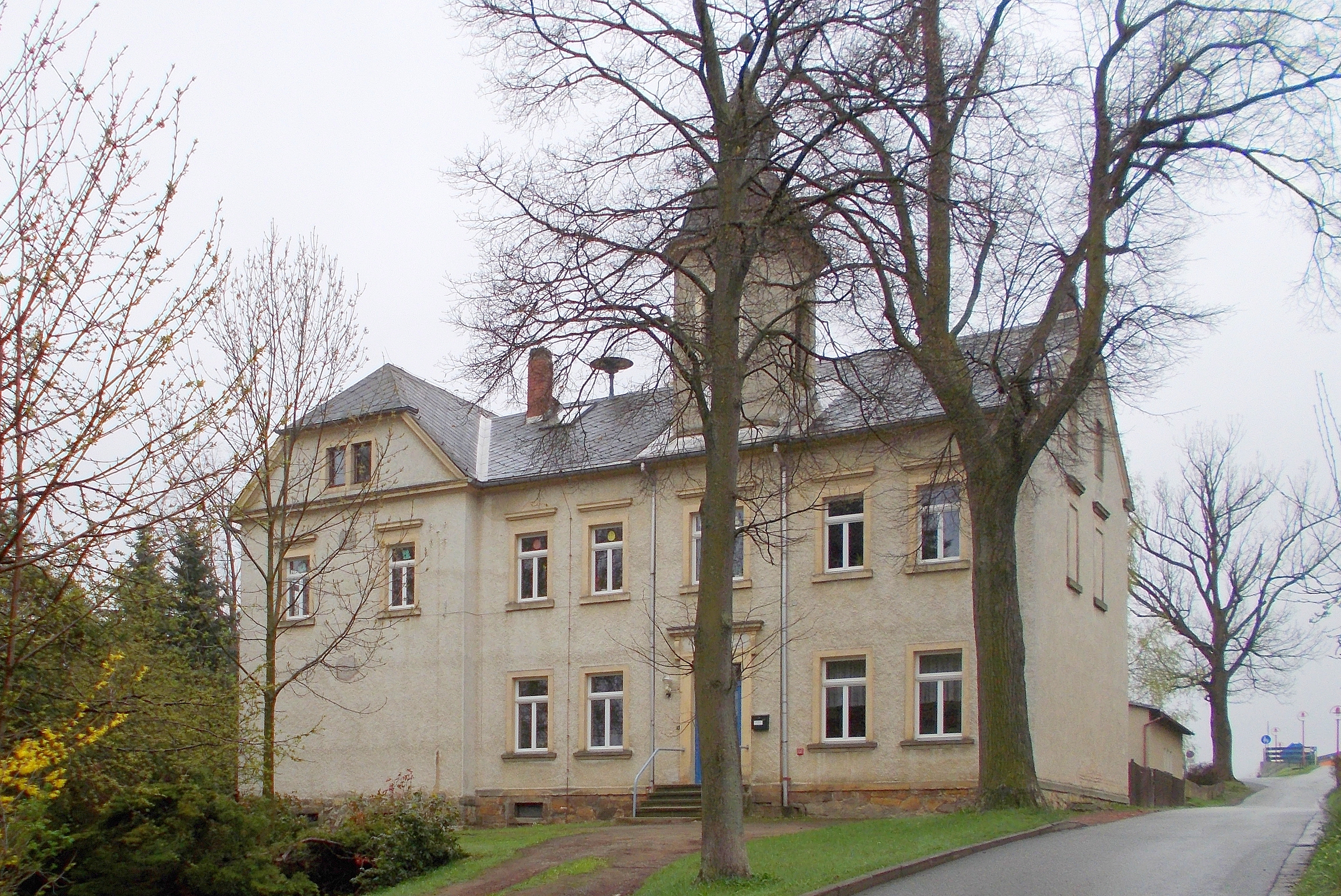
Schule von 1888

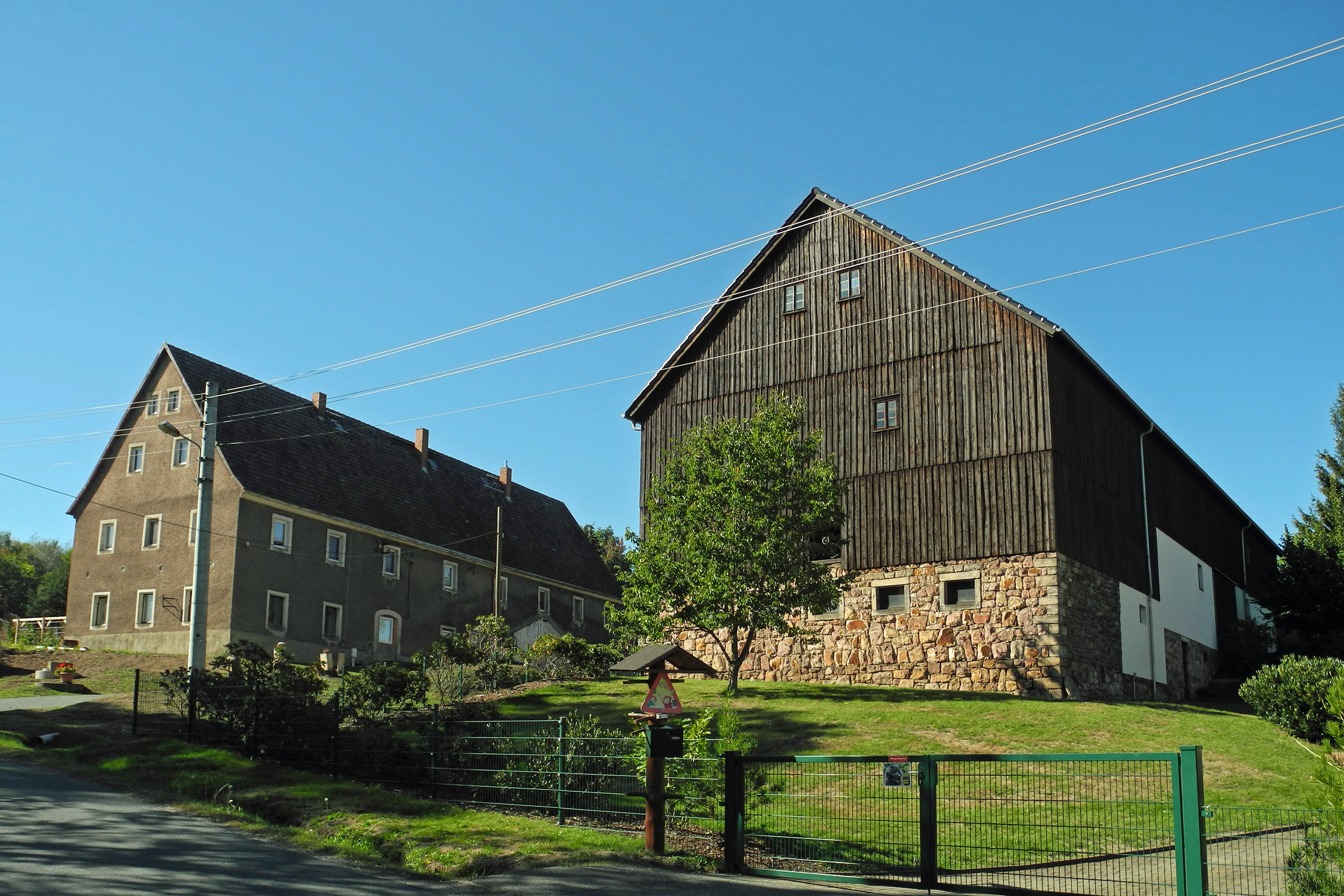
Ehemaliges Erbgericht aus dem 18. Jh., bis 1835 Posthalterei und Pferdewechselstation, an der Alten Obergebirgischen Poststraße

Ein Sühnekreuz in unmittelbarer Dorfnähe an der Weggabelung Alte Obergebirgischen Poststraße / Dippoldiswalder Fußweg erinnert an einen Mord im 15. Jahrhundert.
Die alte Obergebirgische Poststraße (Frauenstein – Dippoldiswalde-Dresden) führte noch bis 1883 unmittelbar nördlich hinter den Gehöften entlang der Ortslage und ist teilweise noch als Wirtschafts- und Wanderweg erhalten, Sie wurde durch die heutige B171 abgelöst. Das Erbgericht des Ortes war bis zur Verlegung nach Dippoldiswalde 1835 Posthalterei und Pferdewechselstation an der Alten Obergebirgischen Poststraße, an dem noch ein Torbogen von 1738 und ein in der Scheune vermauerter Kursächsischer Viertelmeilenstein von 1823, als Ersatz für einen Stein von 1723, erhalten sind.
1822 wurde die erste Schule gebaut. Sie wurde 1888 durch eine Schule mit Turmuhr ergänzt und steht hinter dem Kriegerdenkmal, das an die Gefallenen des Ersten Weltkriegs erinnert. 1865 war Karl Friedrich Saupe Lehrer in Obercarsdorf. 1990 folgte ein weiteres modernisiertes Schulgebäude.
1834 wurde in der Ortsmitte am Weg nach Reichstädt eine steinerne Wegweisersäule und 1852 eine weitere gesetzt.
Seit dem 30. Oktober 1884 verkehrt die Weißeritztalbahn entlang der Bundesstraße 170, an der sich der Bahnhof befindet.
Carl Friedrich August Dathe von Burgk besaß 1845 ein bereits 1839 erwähntes großes Blechwalz- und Eisengußwerk an der Weißeritz und am gesamten Flusslauf gab es drei Mühlen, die Ober-, Dorf und Niedermühle.

### Entwicklung der Einwohnerzahl
Entwicklung der Einwohnerzahl Obercarsdorfs:
| Jahr | Einwohner                     |
| ---- | ----------------------------- |
| 1569 | 27 besessene Mann, 11 Gärtner |
| 1764 | 26 besessene Mann, 7 Häusler  |
| 1834 | 327                           |
| 1871 | 459                           |
| 1890 | 433                           |
| 1910 | 671                           |
| 1925 | 629                           |
| 1939 | 765                           |
| 1946 | 991                           |
| 1950 | 965                           |
| 1964 | 865                           |

| Jahr | Einwohner |
| ---- | --------- |
| 1990 | 885       |
| 2006 | 836       |
| 2007 | 841       |
| 2008 | 832       |
| 2009 | 819       |
| 2010 | 781       |
| 2011 | 760       |
| 2012 | 763       |
| 2013 | 754       |
| 2014 | 759       |
| 2020 | 775       |

## Verkehr

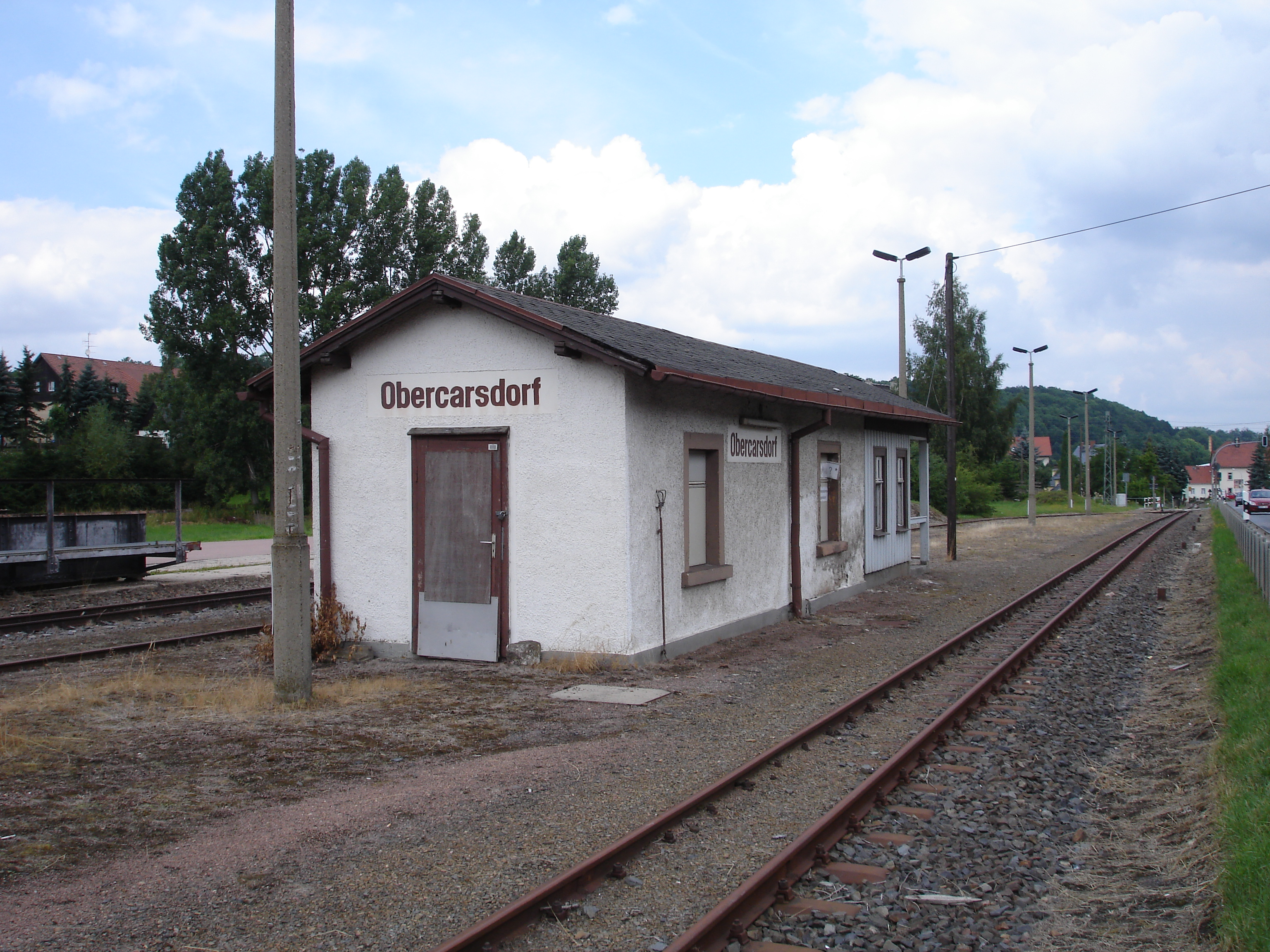
Bahnhof Obercarsdorf

- Der Bahnhof Obercarsdorf an der schmalspurigen Weißeritztalbahn wird einige Male pro Tag in Richtung Freital-Hainsberg bzw. Kipsdorf angefahren. Es verkehren sowohl Dampflokomotiven als auch Diesellokomotiven, teilweise mit offenen Panoramawagen.